# Mortal Kombat: Deadly Alliance
Mortal Kombat: Deadly Alliance — відеогра жанру файтинг, розроблена Midway Games Chicago та випущена компанією Midway Games в 2002 році. Як і попередня, використовує повністю тривимірну графіку і відрізняється відсутністю кількох класичних для серії Mortal Kombat персонажів.
Гра була випущена відразу для чотирьох консолей: PlayStation 2, Xbox, GameCube і портативної консолі Game Boy Advance, в середині листопада 2002 року в США, і в Європі 14 лютого 2003 року. Deadly Alliance стала першою грою серії, що вийшла відразу на домашні консолі, без релізу для аркадних автоматів.

## Ігровий процес

### Бої
В грі з'явилася можливість повністю переміщатися в трьох вимірах. Кожен персонаж отримав у своє розпорядження три унікальних бойових стилі (два рукопашних і один із зброєю). У зв'язку з цим з'явилися комбо з переходами на різні стилі. У той же час, розробники вирішили прибрати з геймплею біг. Кількість спецприйомів на персонажа також було скорочено в порівнянні з більш ранніми іграми серії. Кількість добивань також скоротилося до одного Фаталіті на персонажа. На аренах тепер присутні різні перешкоди, такі як статуї або колони, які можна зруйнувати. Самі арени оточені невидимими бар'єрами, котрі завдають шкоди бійцям, коли до них наблизитись.
У грі з'явилася Крипта, через яку можна відкрити різні бонуси (концепт-арт, відео про створення гри тощо). Всі бонуси купуються за зароблені в боях монети. З'явився також новий режим — Завоювання. У цьому режимі необхідно виконувати місії за різних персонажів. Кожна виконана місія преміюється монетами, а після виконання всіх місій відкривається доступ до двох секретних персонажів.

### Крипта
Крипта — особливий розділ Mortal Kombat: Deadly Alliance, в якому можна відкрити різні бонуси. Крипта складається з 676 закритих трун, помічених буквами (від AA до ZZ). Кожна труна може бути відкрита за певну кількість монет (монети бувають шести типів — золоті, рубінові, сапфірові, нефритові, платинові і оніксові), отримуваних за успіхи в боях. Через Крипту можна розблокувати прихованих персонажів, арени, альтернативні костюми до кожного персонажа (крім секретних), різні відео і концепт-арти. Частина трун містить монети різного типу або відсилання на інші труни. Деякі труни нічого не містять. Вміст трун не вказано, тому не можна знати заздалегідь, що в них міститься.

### Завоювання
У Deadly Alliance вперше з'являється режим Завоювання (Konquest). Цей режим є свого роду навчальним режимом для кожного персонажа. Режим складається з ряду місій, які необхідно виконати різними персонажами. Між місіями програється вставка на рушії гри, в якій показується подорож бійця по локаціях, але відношення до геймплею це не має і потрібно тільки, щоб зобразити відчуття подорожі.
Спочатку гравцеві дається вісім завдань за Саб-Зіро, що навчають основам гри. Після цього для кожного персонажа відкривається ряд місій, в яких потрібно виконувати різні завдання, наприклад, виконати довге комбо або перемогти суперника. У кожної місії з'являється текстова інструкція, що містить частини сюжету за персонажів, що доповнюють основну сюжетну лінію. Після завершення місії гравець отримує певну кількість монет, які можна використовувати для відкриття трун у Крипті. Якщо завершити всі місії, відкриється доступ до двох секретних персонажів.

### Міні-ігри
Test Your Might — мета гри — розбити шматок матеріалу, набравши для цього достатньо енергії в смужці збоку шляхом натискання потрібних кнопок. На відміну від аналогічної міні-гри в попередніх частинах Mortal Kombat, тут представлені інші матеріали: бамбук, вугілля, дуб, цегла, червоне дерево, мармур, залізо і алмаз. За кожен пройдений етап гравець отримує винагороду у вигляді цінних оніксових або платинових монет.
В залі, де боєць розбиває предмети, додався натовп глядачів, яка радіє, коли гравцеві вдається розбити предмет або сміється з нього в разі невдачі. У режимі для двох гравців, обидва бійці розбивають два предмети стоячи поруч один з одним і іноді, якщо одному бійцеві вдається виграти, а другому ні, переможений може вдарити свого суперника.
Test Your Sight — гравцеві показується ряд кубків, під одним з яких схований значок з зображенням дракона. Після цього кубики випадковим чином переставляються. Завдання гравця — простежити за кубком, в якому знаходиться значок, і вказати на нього.
З часом кількість кубків збільшується, вони починають рухатися швидше і дедалі менш передбачувано, а камера починає змінювати своє положення, роблячи стеження за кубками ще важчим. Якщо гравцеві вдасться вгадати місцезнаходження значка, він буде нагороджений оніксовими або платиновими монетами.

### Персонажі

#### Нові персонажі
- Бо'Рай Чо — майстер єдиноборств з Зовнішнього Світу, учитель Лю Кана і Кунг Лао. Попри огрядність і любов до спиртного є великим майстром бойових мистецтв.
- Драмін — демон з Пекла, що носить маску Кун-Ло, яка дозволяє йому контролювати свою лють.
- Фрост — учениця Саб-Зіро, яка також керує льодом.
- Гсу Хао — монгол, член організації Червоний Дракон, якому було дано завдання знищити Агентство з Дослідженню Зовнішнього Світу, проникнувши в його ряди.
- Кенші — сліпий мечник, який бажає помститися Шанг Цунгу за його зраду і осліплення. Один із членів Агентства з Дослідження Зовнішнього Світу.
- Лі Мей — дівчина з Зовнішнього Світу, односельчани якої були захоплені в рабство Шанг Цунгом. Як переможець турнірів мала стати вмістилищем душі Онаґи, але її врятував Бо'Рай Чо. Шанг Цунг пообіцяв звільнити її народ, якщо Лі Мей битиметься на його боці.
- Мавадо — злочинець, який покладається на дисципліну та інтелект. Член клану Червоний Дракон, який прагне знищити клан Чорний Дракон.
- Нітара — представниця раси вампірів, яка шукає спосіб визволити свій світ з-під влади Зовнішнього світу.
- Молох — напарник Драміна, чудовисько, озброєне залізною кулею на ланцюгу. Підбос гри.

#### Персонажі з попередніх ігор
- Сайракс — кіборг, колишній член клану Лін Куей, який повернув свою душу і працює в Агентстві з Дослідження Зовнішнього Світу. Був посланий на місію в Зовнішній світ і застряг там через Рептилію, підісланого Нітарою для своїх цілей.
- Джакс — член Агентства з Дослідження Зовнішнього Світу, який шукає Хсу Хао, щоб помститися за загибель своїх товаришів.
- Джонні Кейдж — голлівудський актор бойовиків, що допомагає своїм друзям знищити Смертельний Альянс і не дати захопити Землю.
- Кано — найманець і колишній генерал Шао Кана, що запропонував Шанг Цунга і Куан Чи свої послуги.
- Кітана — Принцеса світу Еденії, що бореться на боці воїнів Землі.
- Кунг Лао — монах з Товариства Білого Лотоса, що бажає помсти Шанг Цунгу за вбивство свого друга Лю Кана.
- Рейден — бог Грому, який залишив свій пост Старшого бога для того, щоб повернутися на Землю і допомогти земним воїнам зупинити нову загрозу.
- Рептилія — колишній слуга Шао Кана, який шукає нового господаря.
- Скорпіон — ніндзя-привид, головною метою якого є помста Куан Чі за загибель сім'ї й клану Ширай Рю.
- Соня — член Агентства з Дослідженню Зовнішнього Світу. Вона відправляється в зовнішній світ, щоб відшукати зниклих агентів — Сайракса і Кенсі.
- Саб-Зіро — ніндзя, котрий, отримавши в своє розпорядження Медальйон Дракона, реформував клан Лін Куей і став його грандмагістром.
- Шанг Цунг — чаклун, який прагне отримати вічну молодість і безсмертя, використавши для цього альянс з Куан Чі.
- Куан Чі — могутній чаклун-некромант, який бажає воскресити непереможну армію Царя Драконів і завоювати нею Зовнішній світ і Земне царство.

#### Секретні персонажі
- Блейз — вогненний воїн-елементал, заклинанням покликаний охороняти останнє яйце Дракона. Спочатку з'являвся в Mortal Kombat II на фоні арени Яма II, але в Mortal Kombat: Deadly Alliance став грабельним персонажем.
- Мокап — член знімальної групи Джоні Кейджа, який здійснював захоплення руху для багатьох фільмів з його участю.

### Арени
- Кислотна ванна — майданчик круглої форми, оточений ровом, наповненим кислотою. Статуї Будди по краях арени виливають кислоту при наближенні до них.
- Академія У Шу — кругла платформа, яку утримують п'ять статуй великих майстрів, які заснували академію.
- Палац Куантан — кругла платформа, оточена озером лави, що знаходиться поряд з тронним залом.
- Арена барабанів — невеликий майданчик в селищі, оточений невисоким тином. На задньому плані можна побачити трибуну з глядачами, які спостерігають за ходом битв.
- Храм Лін Куей — вкритій кригою майданчик, що знаходиться безпосередньо перед храмом.
- Храм Лунг Хай — арена. що являє собою пліт, на якому доставляються жертви Великому Дракону.
- Загублена гробниця — гробниця Онаґи, освітлена смолоскипами, де міститься його муміфікована армія і зображення амулета Шіннока.
- Портал — портал, через який чаклуни і різні божества подорожували з Зовнішнього світу в Земне царство. Являє собою камінну споруду на березі моря.
- Фортеця Куан Чі — майданчик в кам'яній фортеці Куан Чі перед його медитаційною камерою.
- Палац Шанг Цунга — зал з колонами, статуями драконів і зеленим вихором душ, спрямованим на Небеса.
- Храм лави — невелика ділянка з каменів, з усіх боків залита лавою. На фоні знаходиться останнє яйце дракона.
- Пекельний корабель — борт дерев'яного корабля, яким доставлялася армія Онаґи.
- Дім Пекара — покинутий напівзруйнований храм в джунглях Земного Царства.
- Палацова площа — арена зі статуями драконів перед сходами до палацу Шанг Цунга, освітлена місячним світлом і смолоскипами. Прикрашають арену статуї драконів.
- Руїни Сарна — площа поруч зі входом в Загублену гробницю. На задньому плані можна побачити безліч занесених піском монументів.
- Бабка — борт літального апарата «Бабка».
- Лігво Молоха — зал, освітлюваний за допомогою великого отвору в стелі. Поруч з центром розташовані кам'яні черепи на постаментах. На задньому плані можна побачити двері в камеру, в якій знаходиться ув'язнений.

## Сюжет
Наприкінці подій Mortal Kombat 4 чаклун Куан Чі, намагаючись скинути Скорпіона в Пекло, опинився там разом з ним. Ставши сам жертвою, чаклун згодом зміг покинути Пекло і опинився в стародавній гробниці, в якій лежали муміфіковані останки армії дракона Онаґи — першого імператора Зовнішнього Світу. Куан Чі зрозумів, що воскресивши цю армію, він може стати непереможним. Але для цього йому необхідно було помістити в мумії нові душі. Він знайшов іншого чаклуна — Шанг Цунга, пообіцявши йому безсмертя і вічну молодість, якщо той погодиться відшукати для нього душі, і уклав з ним відповідну угоду. Цей союз отримав назву Смертельний Альянс (англ. Deadly Alliance).
Перед тим, як почати виконання своїх планів, чаклуни вирішують прибрати тих, хто може їм завадити. Першою їхньою метою став імператор Зовнішнього Світу — Шао Кан. Знайшовши Кана в його палаці, вони присягнули йому у вірності, але, як тільки з'явилася нагода, вбили імператора. Потім чаклуни за допомогою Прихованого порталу перенеслися в Земне царство, щоб знайти найнебезпечнішу для них людину — Лю Кана, чемпіона Смертельною Битви. Хоча Шанг Цунг програвав у битві, Куан Чі допоміг здобути перемогу. Звернувши Лю Кану шию, Шанг Цунг помстився за свою поразку на десятому турнірі і захопив його душу.
Тепер, коли їм нічого не загрожувало, чаклуни повернулися в Зовнішній Світ, де почали воскрешати армію Короля-Дракона. В цей час Рейден, бог-покровитель Землі, що відмовився від статусу Старшого Бога, збирає союз з найкращих бійців, щоб зупинити Смертельний Альянс.
Гра пропонує пройти обраним персонажем низку боїв проти інших персонажів, обравши бік союзників чи противників Смертельного Альянсу. Від вибору сторони конфлікту залежить фінал:
- Шанг Цунг. Чаклун розуміє, що Куан Чі зрадить його, щойно армію Онаґи буде оживлено. Тому він з допомогою Кано викрадає його амулет і обертає міць армії проти колишнього союзника, щоб врешті самому правити світом.
- Бо'Рай Чо. Разом з Кунг Лао він долає Смертельний Альянс і вирішує навчити наступне покоління бійців. Бо'Рай Чо повертається на Землю, але не тільки за цим, а й через місцеву випивку.
- Куан Чі. Більше не потребуючи послуг Шанг Цунга, він посилає Кано вбити колишнього союзника. Той виконує завдання, та Куан Чі слідом вбиває самого Кано, забравши його душу. На його подив одна з зібраних раніше душ тут же вселяється в тіло Кано. Це виявляється душа Лю Кана.
- Лі Мей. Виконавши завдання, вона повертається до Шанг Цунга. Та він не дотримується обіцянки звільнити її народ. Чаклун забирає душу Лі Мей, щоб оживити армію Онаґи.
- Скорпіон. В пошуках помсти Куан Чі він пробирається до його палацу, але стикається з Молохом і Драміном. Вони заманюють Скорпіона до порталу на Небо, енергія, протилежна пекельній природі Скорпіона, знищує його.
- Соня. Після перемоги вона рятує пораненого Кенші та отримує підвищення до генерала. Вона збирає нову команду захисників Землі, а скоро дізнається про загрозу клану Червоний Дракон.
- Кенші. Розшукавши Шанг Цунга, він вбиває чаклуна і душі його предків вселяються до меча Кенші. З почуттям виконаного обов'язку, Кенші повертається на Землю.
- Мавадо. Він приносить перемогу Червоному Дракону, а Куан Чі, вражений його успіхами, замислює скористатись міццю клану Червоного Дракона для захоплення Землі.
- Джонні Кейдж. Невдоволений зображенням своїх справжніх пригод у фільмах, він покидає кіностудію і береться зняти власний фільм. Ця стрічка стає блокбастером і приносить Кейджу величезні статки. Втім, у фільмі всі заслуги в перемозі над Смертельним Альянсом він приписує собі.
- Саб-Зіро. Після перемоги над Смертельним Альянсом ніндзя повертається додому разом із Фрост. Саб-Зіро очолює клан Лін Куей та обіцяє захищати Земне царство.
- Кано. Він отримує від Шанг Цунга вкрасти амулет Куан Чі, але розуміє, що тепер влада над армією Онаґи опинилася в його руках. Кано підкорює армію і веде її для помсти Соні за колишні поразки.
- Кунг Лао. Монах освоює техніку свого вчителя і долає Шанг Цунга. Після цього він повертається в шаолінський храм, де вшановує пам'ять Лю Кана.
- Нітара. Сайраксу вдається добути сферу з енергією її світу. Щойно Сайракс розбиває артефакт, Нітара опиняється вдома.
- Драмін. Куан Чі зраджує Молоха й Драміна та покидає їх у Пеклі. Та обоє тікають з ув'язнення і вбивають чаклуна.
- Гсу Хао. Він доповідає Куан Чі про знищення Агентства з Дослідження Зовнішнього Світу. Чаклун обіцяє його клану панування над Землею та посилає на нове завдання — вбити Шанг Цунга.
- Фрост. Вона повертається до Саб-Зіро з перемогою, але її справжня мета — правити кланом Лін Куей. Фрост відбирає у вчителя медальйон влади, але його сила надто велика і зрадниця замерзає навічно.
- Джакс. Він вислідковує ворожого агента Гсу Хао і здійснює помсту. Вирвавши з його грудей кібернетичний імплантат, він прирікає зрадника на болісну смерть.
- Кітана. Після перемоги над чаклунами Кітана відвідує церемонію поховання Горо. Потай вона сумує за Лю Каном, котрий відмовився бути з нею.
- Рейден. Попри перемогу, Рейден обтяжений думками про нові загрози. Він лишається на Землі, щоб і надалі захищати її.
- Рептилія. В пошуках своїх головних цілей, Нітари та Сайракса, Рептилія знаходить яйце Онаґи. Коли він опиняється поряд, яйце розколюється і душа Онаґи вселяється в тіло Рептилії.
- Сайракс. Йому вдається виконати завдання Нітари та знайти сферу з енергією її світу. Нітара промовляє закляття, відкривається портал в інший світ та затягує туди Сайракса.
- Блейз. Зробивши все, щоб яйце Дракона розкололося в потрібний час, Блейз звільняється від чарів і вирушає виконувати свою таємну місію.
- Мокап. На основі своїх пригод від вирішує створити відеогру.

## Відгуки
GameSpot оголосив Deadly Alliance другим найкращим релізом для GameCube у листопаді 2002 року, а також нагородив гру щорічними нагородами "Найкращий файтинг на Xbox" та "Найкращий файтинг на GameCube". Гра також отримала нагороду "Найкращий файтинг" на фестивалі G-Phoria у 2003 році, а згодом увійшла до списків бестселерів для всіх трьох консолей: "Найкращі хіти PlayStation 2", "Вибір гравця" для GameCube та "Платинові хіти" для Xbox.